# Jorge Payá
Jorge Payá Rodríguez, född 10 juli 1963 i Manresa, är en spansk vattenpolospelare. Han ingick i Spaniens landslag vid olympiska sommarspelen 1988 och 1996. 
Payá gjorde tre mål i den olympiska vattenpoloturneringen i Seoul där Spanien slutade sexa och ett mål i den olympiska vattenpoloturneringen i Atlanta som Spanien vann. Han spelade för Club Natació Manresa och Club Natació Catalunya.
Payá tog VM-silver för Spanien i samband med världsmästerskapen i simsport 1994 i Rom.